# سفر به انتهای شب
"سفر به انتهای شب (به فرانسوی: Voyage au bout de la nuit) نخستین رمان لویی فردینان سلین (۱۸۹۴–۱۹۶۱) نویسنده فرانسوی است که در ۱۹۳۲ چاپ شد و داستان فردینان باردومو را تعریف می‌کند که در بین سال‌های جنگ جهانی اول تا دوم زندگی می‌کرد. او از روزهای جوانی خودش می‌گوید که بیشتر به ولگردی و خوشگذرانی گذشته‌است. این رمان تاحدودی داستان خود سلین است و اثری است نیمه-خودزندگی‌نامه و نیمه‌تخیلی.
باردومو همانند سلین یک پزشک و فردی بداخلاق است. دیگران و رسم و رسوم جاری بین آنان را به دیده تحقیر می‌نگرد، همواره غرغر می‌کند و علاقه دارد حرفش را در قالب جملات قصار بیان کند. اسم او (فردینان) هم مشابه اسم نویسنده است.
این داستان برنده جایزهٔ «نودو» شد. چارلز بوکوفسکی، شاعر و نویسندهٔ آمریکایی دربارهٔ این اثر می‌گوید: «سفر به انتهای شب بهترین کتابی‌ست که در دوهزار سال گذشته نوشته شده‌است.»
سفر به انتهای شب به قلم فرهاد غبرایی از فرانسه به فارسی ترجمه شده‌است. برطبق تحقیقات فرهاد غبرایی که در مقدمه ترجمه سفر به انتهای شب نیز آمده، اولین بار نام این کتاب از زبان آل احمد و در کتاب ارزیابی شتابزده آمده‌است.

## پیش‌زمینه
سلین نوشتن این نخستین رمان خود را در سال ۱۹۲۹ شروع کرد که به عنوان پزشک در یک درمانگاه عمومی در منطقه‌ای کارگرنشین در حومهٔ پاریس کار می‌کرد. این رمان مجموعه‌ای از تجربه‌های او از سواره‌نظام بودن در جنگ جهانی اول، کارمندی یک شرکت جنگلداری فرانسوی در افریقا،‌ سفرش در ۱۹۲۵ به امریکا به عنوان یک افسر بهداشت و پزشکی در پاریس است. او اثر خود را در ۱۹۳۱ به پایان برد و پیش از آنکه انتشارات دونوئل و استیل آن را بپذیرد و به چاپ برساند،‌ برای دو انتشارات خرد و انتشارات بزرگ گالیمار نیز فرستاده بود. سفر به انتهای شب در اکتبر ۱۹۳۲ منتشر شد. 
عنوان این اثر برگرفته از بند اول شعریست منسوب نویسنده‌ای از گارد سوئیس (۱۷۹۳) که از ترجمهٔ فرانسهٔ آن گرفته شده است: 
«Notre vie est un voyage / Dans l'Hiver et dans la Nuit / Nous cherchons notre passage / Dans le Ciel où rien ne luit»
(زندگی ما سفریست/ در دل زمستان و در دل شب/ ما در جستجوی راه عبور خود هستیم/ در دل آسمانی که هیچ چیز در آن نمی‌درخشد)

## تأثیر بر رمان فارسی
جلال آل احمد در کتاب ارزیابی شتابزده ضمن رد تأثیرپذیری از رمان بیگانه در نوشتن رمان مدیر مدرسه، اثر خود را برگرفته از رمان سفر به نهایت شب می‌داند.